# Condylostylus tenuipes
Condylostylus tenuipes är en tvåvingeart som beskrevs av Becker 1922. Condylostylus tenuipes ingår i släktet Condylostylus och familjen styltflugor.
Artens utbredningsområde är Peru. Inga underarter finns listade i Catalogue of Life.